# Mashonaland Oriental
Mashonaland Oriental (en anglès Mashonaland East) és una de les deu províncies de Zimbàbue.
Ocupa una àrea de 32.230 km². La capital de la província és la ciutat de Marondera.

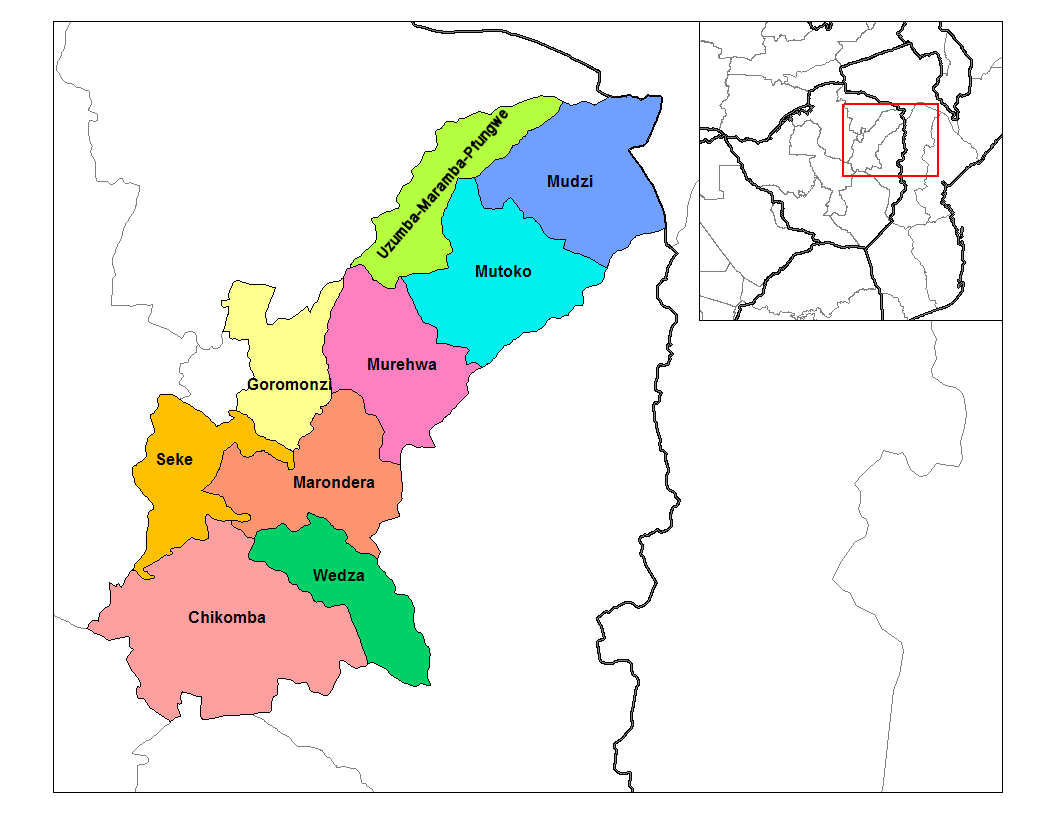
Departaments de Mashonaland Oriental

## Departaments
Mashonaland Oriental es divideix en 8 departaments: 
- Chikomba
- Goromonzi
- Districte de Marondera
- Mudzi
- Murehwa
- Mutoko
- Seke
- Wedza